# 다카라즈카 가극단 81기생
다카라즈카 가극단 81기생은 1993년에 다카라즈카 음악학교에 입학하여 1995년 3월에 다카라즈카 가극단에 입단, 같은 해 호시구미 공연 『국경 없는 지도』로 초무대를 밟은 41명을 가리킨다.

## 개요
81기의 다카라즈카 음악학교 입시 경쟁률은 1:46으로, 82기생에 이은 역대 2위의 높은 경쟁률이었다.
음악학교 졸업식 당일 한신 아와지 대지진의 영향으로 초무대를 밟을 수 있을지 없을지도 걱정되었지만, 초무대 공연이 첫번째 복구작품으로 무사히 공연 하였고, 지진에 의해 타격을 받은 한신 지역에 꿈과 용기를 전했다. 그 덕인지 동기간의 결속이 굳건하다.
초무대때는 마이카제 리라, 카스미 후우카, 렌카 레아가 보리수의 원기를 발레로 표현 하는 장면을 부여받았다. 또한 라인댄스에는 복구의 기쁨을 뜻하는 「합창」이 사용되었다.
| 신인공연      | 바우홀        | 동상공연      | 부조장        |
| ------------- | ------------- | ------------- | ------------- |
| 마토부 세이   | 마토부 세이   | 마토부 세이   | 유우마 린     |
| 란카 레아     | 츠바키 히로카 | 츠바키 히로카 | 하나세 미즈카 |
| 츠바키 히로카 | 야마토 유우가 | 야마토 유우가 |               |
| 야마토 유우가 | 후즈키 미요   | 후즈키 미요   |               |
| 후즈키 미요   | 하나세 미즈카 | 마이카제 리라 |               |
| 하나세 미즈카 | 마이카제 리라 | 히사토 리에   |               |
| 마이카제 리라 | 히사토 리에   |               |               |
| 히사토 리에   |               |               |               |

## 주요 학생

### OG
- 마토부 세이：전 하나구미 톱스타
- 야마토 유우가：전 소라구미 톱스타
- 후즈키 미요：전 하나구미 톱여역
- 마이카제 리라：전 유키구미 톱여역
- 란카 레아：전 유키구미 남역
- 츠바키 히로카：전 소라구미 남역
- 하나세 미즈카：전 츠키구미 여역, 부조장
- 히사토 리에：전 호시구미 여역

### 현역
- 유우마 린：전과 남역, 전 하나구미 부조장

## 일관
| 예명            | 출신지                  | 출신학교                                        | 예명의 유래                                      | 애칭               | 역할 | 퇴단년도 | 비고 |
| --------------- | ----------------------- | ----------------------------------------------- | ------------------------------------------------ | ------------------ | ---- | -------- | --- |
| 彩鳥かんな      | 오사카부 도요나카시     | 히바리가오카 학원                               |                                                  | 칸나               | 여역 | 2000년   | 일본무용・하나야기류 하기 유카                                                                                |
| 아야도리 칸나   | 오사카부 도요나카시     | 히바리가오카 학원                               |                                                  | 칸나               | 여역 | 2000년   | 일본무용・하나야기류 하기 유카                                                                                |
| 彩愛ひかる      | 가나가와현 요코하마시   | 가나가와 현립 요코하마 히노 고등학교            | 본명                                             | 히카루             | 여역 | 2008년   | |
| 아야메 히카루   | 가나가와현 요코하마시   | 가나가와 현립 요코하마 히노 고등학교            | 본명                                             | 히카루             | 여역 | 2008년   | |
| 一色瑠加        | 효고현 아마가사키시     | 이타미 시립 미나미 중학교                       |                                                  | 가챠, 마이         | 남역 | 2012년   | 일본무용・ 하나야기류 사카에 료마(栄良麻)                                                                     |
| 잇시키 루카     | 효고현 아마가사키시     | 이타미 시립 미나미 중학교                       |                                                  | 가챠, 마이         | 남역 | 2012년   | 일본무용・ 하나야기류 사카에 료마(栄良麻)                                                                     |
| 絵麗まりな      | 가나가와현 가마쿠라시   | 가마쿠라 시                                     | 본명                                             | 에레               | 여역 | 1999년   | 어머니 미치나리 유타카 (52) 동생 마이야 리리 (89)                                                             |
| 에레 마리나     | 가나가와현 가마쿠라시   | 가마쿠라 시                                     | 본명                                             | 에레               | 여역 | 1999년   | 어머니 미치나리 유타카 (52) 동생 마이야 리리 (89)                                                             |
| 桜花れいや      | 도쿄도 스기나미구       | 세이케이 고등학교                               |                                                  | 레이코, 레이야     | 남역 | 2002년   | |
| 오우카 레이야   | 도쿄도 스기나미구       | 세이케이 고등학교                               |                                                  | 레이코, 레이야     | 남역 | 2002년   | |
| 花央レミ        | 도쿄도 메구로구         | 도쿄 여학관                                     |                                                  | Remi               | 남역 | 2001년   | |
| 카오 레미       | 도쿄도 메구로구         | 도쿄 여학관                                     |                                                  | Remi               | 남역 | 2001년   | |
| 風美佳希        | 오사카부 셋쓰시         | 오사카 부립 토리카이 고등학교                   |                                                  | 시마짱             | 남역 | 2002년   | |
| 카자미 요시키   | 오사카부 셋쓰시         | 오사카 부립 토리카이 고등학교                   |                                                  | 시마짱             | 남역 | 2002년   | |
| 梶花空未        | 도쿄도 분쿄구           | 슈토쿠 스가모 고등학교                          |                                                  | 아케미             | 여역 | 2001년   | |
| 카지카 쿠미     | 도쿄도 분쿄구           | 슈토쿠 스가모 고등학교                          |                                                  | 아케미             | 여역 | 2001년   | |
| 花純風香        | 효고현 다카라즈카시     | 시라유리 학원 고등학교                          |                                                  | 히로코, 히ー, 린다 | 여역 | 2007년   | 일본무용・하나야기류 사카에 후카(栄風香)                                                                      |
| 카스미 후카     | 효고현 다카라즈카시     | 시라유리 학원 고등학교                          |                                                  | 히로코, 히ー, 린다 | 여역 | 2007년   | 일본무용・하나야기류 사카에 후카(栄風香)                                                                      |
| 風緒いぶき      | 도쿄도 히가시무라야마시 | 야마자키 학원 후시미 고등학교                   |                                                  | 제오, 이부키       | 남역 | 2000년   | |
| 카제오 이부키   | 도쿄도 히가시무라야마시 | 야마자키 학원 후시미 고등학교                   |                                                  | 제오, 이부키       | 남역 | 2000년   | |
| 京樹真那        | 아이치현 이나자와시     | 세이레이 학원                                   |                                                  | 노노짱             | 남역 | 2001년   | |
| 케이쥬 마나     | 아이치현 이나자와시     | 세이레이 학원                                   |                                                  | 노노짱             | 남역 | 2001년   | |
| 苑みかげ        | 오사카부 기시와다시     | 기시와다 고등학교                               |                                                  | 즈우가와, 리더     | 남역 | 2002년   | |
| 소노 미카게     | 오사카부 기시와다시     | 기시와다 고등학교                               |                                                  | 즈우가와, 리더     | 남역 | 2002년   | |
| 貴羽右京        | 야마구치현 시모노세키시 | 야마구치 현립 히비키 고등학교                   |                                                  | 우쿄, 우쿄쿄       | 남역 | 2007년   | |
| 타카바네 우쿄   | 야마구치현 시모노세키시 | 야마구치 현립 히비키 고등학교                   |                                                  | 우쿄, 우쿄쿄       | 남역 | 2007년   | |
| 瀧川末子        | 아이치현 아마군         | 스기야마 여학원 고등학교                        | 할머니와 어머니의 예명 (滝川末子・瀧川末子)      | 스에코             | 여역 | 2007년   | 할머니 초대 타키가와 스에코(2) 어머니 2대 타키가와 스에코(41) 일본무용・하나야기류 禄春里                     |
| 타키가와 스에코 | 아이치현 아마군         | 스기야마 여학원 고등학교                        | 할머니와 어머니의 예명 (滝川末子・瀧川末子)      | 스에코             | 여역 | 2007년   | 할머니 초대 타키가와 스에코(2) 어머니 2대 타키가와 스에코(41) 일본무용・하나야기류 禄春里                     |
| 千草ことみ      | 도쿄도 도시마구         | 가와무라 학원                                   |                                                  | 코토미             | 여역 | 2001년   | |
| 치구사 코토미   | 도쿄도 도시마구         | 가와무라 학원                                   |                                                  | 코토미             | 여역 | 2001년   | |
| 椿火呂花        | 도쿄도 오타구           | 짓센 여학원 고등학교                            | 존경하는 상급생 죠 히로에 (45)                   | 유카               | 남역 | 2003년   | |
| 츠바키 히로카   | 도쿄도 오타구           | 짓센 여학원 고등학교                            | 존경하는 상급생 죠 히로에 (45)                   | 유카               | 남역 | 2003년   | |
| 虹乃夢果        | 시즈오카현 고텐바시     | 가토 학원 고등학교                              |                                                  | 캇짱               | 여역 | 1998년   | |
| 니지노 유메카   | 시즈오카현 고텐바시     | 가토 학원 고등학교                              |                                                  | 캇짱               | 여역 | 1998년   | |
| 初輝奏          | 도쿄도 신주쿠구         | 타마가와 성 학원                                |                                                  | 미우, 핫키         | 남역 | 1998년   | 지우타마이(地唄舞) 칸자키 미유키                                                                              |
| 하츠키 카나데   | 도쿄도 신주쿠구         | 타마가와 성 학원                                |                                                  | 미우, 핫키         | 남역 | 1998년   | 지우타마이(地唄舞) 칸자키 미유키                                                                              |
| 華景みさき      | 가고시마현 가고시마시   | 가고시마 여자 고등학교                          |                                                  | 미사키, 사가짱     | 여역 | 2000년   | |
| 하나카게 미사키 | 가고시마현 가고시마시   | 가고시마 여자 고등학교                          |                                                  | 미사키, 사가짱     | 여역 | 2000년   | |
| 花瀬みずか      | 오사카부 도요노군       | 오사카 부립 이케다 고등학교                     |                                                  | 아카네, 아짱       | 여역 | 2013년   | |
| 하나세 미즈카   | 오사카부 도요노군       | 오사카 부립 이케다 고등학교                     |                                                  | 아카네, 아짱       | 여역 | 2013년   | |
| 妃里梨江        | 가나가와현 가와사키시   | 시라유리 학원 중학교                            |                                                  | 미코, 쿠미코       | 여역 | 2000년   | |
| 히사토 리에     | 가나가와현 가와사키시   | 시라유리 학원 중학교                            |                                                  | 미코, 쿠미코       | 여역 | 2000년   | |
| ふづき美世      | 사이타마현 구키시       | 토호 제2 고등학교                               | 본명                                             | 후짱, 후           | 여역 | 2006년   | |
| 후즈키 미요     | 사이타마현 구키시       | 토호 제2 고등학교                               | 본명                                             | 후짱, 후           | 여역 | 2006년   | |
| 帆咲りんな      | 가나가와현 요코하마시   | 세이란 학원 고등학교                            |                                                  | 오린, 린나         | 여역 | 2002년   | |
| 호사키 린나     | 가나가와현 요코하마시   | 세이란 학원 고등학교                            |                                                  | 오린, 린나         | 여역 | 2002년   | |
| 舞風りら        | 도쿄도 스기나미구       | 호리코시 학원                                   |                                                  | 마짱, 마사에       | 여역 | 2006년   | |
| 마이카제 리라   | 도쿄도 스기나미구       | 호리코시 학원                                   |                                                  | 마짱, 마사에       | 여역 | 2006년   | |
| 麻愛めぐる      | 도쿄도 세타가야구       | 도쿄 도립 히로오 고등학교                       | 아소 카오루에게서 한 글자 받음                   | 아이               | 남역 | 2006년   | 일본무용 하나야기류 로쿠 치카(禄愛)                                                                           |
| 마치카 메구루   | 도쿄도 세타가야구       | 도쿄 도립 히로오 고등학교                       | 아소 카오루에게서 한 글자 받음                   | 아이               | 남역 | 2006년   | 일본무용 하나야기류 로쿠 치카(禄愛)                                                                           |
| 松雪可奈子      | 오사카부 이케다시       | 바이카 학원 고등학교                            |                                                  | 카나코             | 여역 | 1999년   | 어머니 이시다 하루코 숙모 이시다 아유미                                                                       |
| 마츠유키 카나코 | 오사카부 이케다시       | 바이카 학원 고등학교                            |                                                  | 카나코             | 여역 | 1999년   | 어머니 이시다 하루코 숙모 이시다 아유미                                                                       |
| 円さくら        | 오사카부 오사카시       | 데즈카야마 학원                                 |                                                  | 사쿠라             | 여역 | 2002년   | |
| 마도카 사쿠라   | 오사카부 오사카시       | 데즈카야마 학원                                 |                                                  | 사쿠라             | 여역 | 2002년   | |
| 真飛聖          | 가나가와현 가와사키시   | 나카노부 학원 고등학교                          | 스승의 성함에서 한 글자 땀                       | 유우, 운짱         | 남역 | 2011년   | |
| 마토부 세이     | 가나가와현 가와사키시   | 나카노부 학원 고등학교                          | 스승의 성함에서 한 글자 땀                       | 유우, 운짱         | 남역 | 2011년   | |
| 毬奈みほ        | 도쿄도 스기나미구       | 후시미 고등학교                                 |                                                  | 미호               | 여역 | 1999년   | |
| 마리나 미호     | 도쿄도 스기나미구       | 후시미 고등학교                                 |                                                  | 미호               | 여역 | 1999년   | |
| 美高望          | 오사카부 미노오시       | 오사카 여학원 고등학교                          | 어머니의 예명                                    | 요코, 요짱         | 여역 | 1998년   | |
| 미타카 노조미   | 오사카부 미노오시       | 오사카 여학원 고등학교                          | 어머니의 예명                                    | 요코, 요짱         | 여역 | 1998년   | |
| 光海晶帆        | 홋카이도 삿포로시       | 藤女子高等学校                                  |                                                  | 시즈카             | 남역 | 1998년   | 퇴단후에는 미츠미 아키호(光海あきほ)로 개명. 무대활동 외에는 오사카 예술대학무대예술학과 강사도 담당하고 있다 |
| 미츠미 아키호   | 홋카이도 삿포로시       | 藤女子高等学校                                  |                                                  | 시즈카             | 남역 | 1998년   | 퇴단후에는 미츠미 아키호(光海あきほ)로 개명. 무대활동 외에는 오사카 예술대학무대예술학과 강사도 담당하고 있다 |
| 美森さやか      | 효고현 다카라즈카시     | 다카라즈카 니시 고등학교                        |                                                  | 사야카, 밧키       | 여역 | 2001년   | |
| 미모리 사야카   | 효고현 다카라즈카시     | 다카라즈카 니시 고등학교                        |                                                  | 사야카, 밧키       | 여역 | 2001년   | |
| 大和悠河        | 도쿄도 분쿄구           | 도쿄 가정대학 부속 여자 고등학교                |                                                  | 타니, 유가         | 남역 | 2009년   | |
| 야마토 유우가   | 도쿄도 분쿄구           | 도쿄 가정대학 부속 여자 고등학교                |                                                  | 타니, 유가         | 남역 | 2009년   | |
| 悠真倫          | 오사카부 도요나카시     | 세이보히쇼텐인 고등학교(聖母被昇天学院高等学校) | 자신이 좋아하는 한자를 모아 지었다.              | 마린, 루이코       | 남역 |          | |
| 유우마 린       | 오사카부 도요나카시     | 세이보히쇼텐인 고등학교(聖母被昇天学院高等学校) | 자신이 좋아하는 한자를 모아 지었다.              | 마린, 루이코       | 남역 |          | |
| 雪路歌帆        | 나가노현 이야마시       | 나가노 현 이야마 미나미 고등학교                |                                                  | 쿄                 | 남역 | 2001년   | |
| 유키지 카호     | 나가노현 이야마시       | 나가노 현 이야마 미나미 고등학교                |                                                  | 쿄                 | 남역 | 2001년   | |
| 夢大輝          | 도쿄도 세타가야구       | 덴엔쵸후 후타바 고등학교                        | 꿈이 크게 빛나기를                               | 타케, 요우량       | 남역 | 2006년   | 사촌은 시오미 마호                                                                                            |
| 유메 다이키     | 도쿄도 세타가야구       | 덴엔쵸후 후타바 고등학교                        | 꿈이 크게 빛나기를                               | 타케, 요우량       | 남역 | 2006년   | 사촌은 시오미 마호                                                                                            |
| 夢咲みのり      | 가나가와 현 요코하마 시 | 일본 음악 고등학교                              | 「꿈이 피어나 결실을 맺기를」 바라는 마음을 담아 | 미노링, 아야       | 여역 | 2001년   | |
| 유메사키 미노리 | 가나가와 현 요코하마 시 | 일본 음악 고등학교                              | 「꿈이 피어나 결실을 맺기를」 바라는 마음을 담아 | 미노링, 아야       | 여역 | 2001년   | |
| 夢路ほのか      | 가나가와현 가와사키시   | 가나가와 현립 시라유리오카 고등학교             |                                                  | 미즈호             | 여역 | 2001년   | |
| 유메지 호노카   | 가나가와현 가와사키시   | 가나가와 현립 시라유리오카 고등학교             |                                                  | 미즈호             | 여역 | 2001년   | |
| ゆり香紫保      | 사이타마현 도다시       | 아토미 학원 고등학교                            | 존경하는 은사님게 받음                           | 카요, Ducky        | 여역 | 2009년   | |
| 유리카 시호     | 사이타마현 도다시       | 아토미 학원 고등학교                            | 존경하는 은사님게 받음                           | 카요, Ducky        | 여역 | 2009년   | |
| 美乃杏花        | 오사카 부 도요노 군     | 오사카 부립 시부야 고등학교                     |                                                  | 코니               | 여역 | 2000년   | |
| 요시노 쿄카     | 오사카 부 도요노 군     | 오사카 부립 시부야 고등학교                     |                                                  | 코니               | 여역 | 2000년   | |
| 蘭香レア        | 와카야마현 와카야마시   | 와카야마 신아이 여자 단기대학 부속 중학교       |                                                  | 레아, 마야         | 남역 | 2001년   | |
| 란카 레아       | 와카야마현 와카야마시   | 와카야마 신아이 여자 단기대학 부속 중학교       |                                                  | 레아, 마야         | 남역 | 2001년   | |